# European Medical Association
A European Medical Association (EMA) foi estabelecida por médicos dos 12 estados membros em 1990 na Bélgica, EMA é a principal associação que representa os médicos na Europa apoiada pela Comissão Europeia - Programa de Aprendizagem ao Longo da Vida (LLP).